# Canon Episcopi

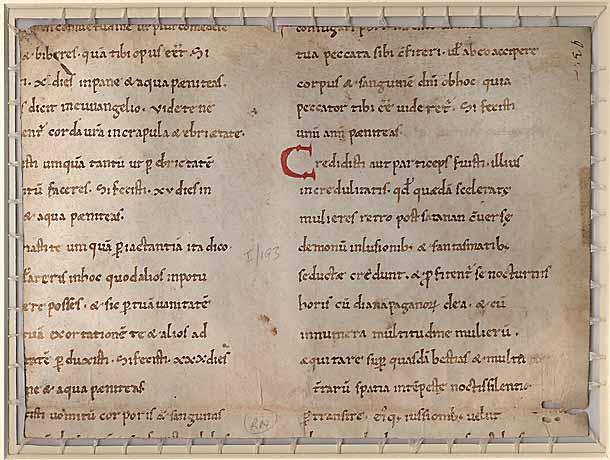
Página del Decretum de Burchard von Worms, que recoge gran parte del texto del Canon episcopi.

El Canon episcopi es un documento eclesiástico medieval que contiene abundantes referencias sobre la brujería. Su nota más destacada consiste en negar la existencia de las brujas como realidades físicas efectivamente existentes, y considerar que se trata de imaginaciones impías, no de realidades. Fue compuesto alrededor del año 906 como guía disciplinaria para uso de los obispos (de ahí su nombre), por Regino de Prüm, bajo encargo del arzobispo de Tréveris.
El tratado aborda el asunto de la brujería y recoge los primeros testimonios de la existencia del aquelarre. Su principal postura, sin embargo, es que las mujeres implicadas en este crimen no son adoradoras conscientes de Satanás, sino meras practicantes de adivinación a las que el diablo engaña con ilusiones y sueños bajo el disfraz de la diosa Diana (o el espíritu de Herodias). De ese modo, las desdichadas creen unirse a su séquito pagano y viajar de noche sobre bestias voladoras, a veces transformadas ellas mismas en animales, cuando en realidad nada de esto sucede fuera de espejismos ridículos.
Esta tendencia se mantuvo hasta el siglo XIII y la aparición de la Inquisición y fue recogida en el Decretum de Burchard von Worms. En palabras del antropólogo materialista Marvin Harris:

«La Iglesia católica insistía en un principio en que no había cosas tales como brujas que volaban por el aire. En el año 1000, se prohibió la creencia de que estos vuelos ocurrían en la realidad; después de 1480, se prohibió la creencia de que no ocurrían. En el año 1000 d. C. la Iglesia sostenía oficialmente que el viaje era un ilusión provocada por el diablo. Quinientos años más tarde, la Iglesia sostenía oficialmente que quienes afirmaban que el viaje era simplemente una ilusión estaban asociados con el diablo. El punto de vista más antiguo se regía por un documento llamado Canon Episcopi. En relación con la gente que creía que bandas de brujas volaban durante la noche, el Canon advertía: "El alma impía cree que estas cosas no suceden en el espíritu, sino en el cuerpo"».(Harris, 1974/2006: 194)

## Derogación delCanon Episcopipor el papa Inocencio VIII
Preocupado por la brujería, Inocencio VIII promulga, el 5 de diciembre de 1484, la bula Summis desiderantes affectibus en la que reconoce su existencia, derogando así el Canon Episcopi. Envía a Alemania a los inquisidores Heinrich Kramer y Jakob Sprenger ("el apóstol del rosario") donde realizará la que es considerada como la primera “caza de brujas” de la historia.